# Văn Tiến Dũng
Văn Tiến Dũng (2 tháng 5 năm 1917 – 17 tháng 3 năm 2002), bí danh Lê Hoài, là một vị Đại tướng Quân đội nhân dân Việt Nam. Ông từng là Ủy viên Bộ Chính trị, Tổng Tham mưu trưởng Quân đội nhân dân Việt Nam (1953 – 1978), Bộ trưởng Bộ Quốc phòng (1980 – 1986), Bí thư Đảng ủy Quân sự Trung ương (1984 – 1986), một trong những tướng lĩnh danh tiếng của Việt Nam. Trong chiến tranh Việt Nam, ông trực tiếp tham gia chỉ đạo các chiến dịch Đường 9 – Nam Lào (năm 1971), chiến dịch Trị – Thiên ( năm 1972), Chiến dịch Tây Nguyên (năm 1975). Tháng 4 năm 1975, ông giữ chức Tư lệnh Chiến dịch giải phóng Sài Gòn – Gia Định (sau đổi tên thành Chiến dịch Hồ Chí Minh).

## Tiểu sử
Đại tướng Văn Tiến Dũng còn có bí danh là Lê Hoài, sinh ngày 2 tháng 5 năm 1917 tại xã Cổ Nhuế, huyện Từ Liêm (nay là các phường Cổ Nhuế 1 và Cổ Nhuế 2, quận Bắc Từ Liêm), Hà Nội. Nhà nghèo, không ruộng đất, mẹ mất sớm, cậu bé họ Văn theo cha ra Hà Nội. Sau khi cha đột ngột qua đời vào năm cậu được 15 tuổi, Văn Tiến Dũng đành phải bỏ học, ở nhà trợ giúp cho anh làm nghề thợ may. 17 tuổi, Văn Tiến Dũng lại ra Hà Nội làm công cho các xưởng dệt Thanh Văn (Hàng Đào), sau chuyển sang xưởng Đức Xương Long, Cự Chung (Hàng Bông).
Ông gia nhập Đảng Cộng sản Đông Dương tháng 11 năm 1937. Từ 1939 đến 1944, ông bị thực dân Pháp bắt giam 3 lần, vượt ngục 2 lần. Tháng 11 năm 1939, ông bị Pháp đày đi nhà tù Sơn La. Hai năm sau, trên đường bị địch áp giải từ Sơn La về Hà Nội, ông đã trốn thoát.
Từ tháng 12 năm 1942 đến tháng 3 năm 1943, ông đã hoạt động dưới danh nghĩa nhà sư tại Chùa Bột Xuyên (nay thuộc huyện Mỹ Đức, Hà Nội). Ông từng đảm nhiệm chức vụ Bí thư Đảng bộ tỉnh Bắc Ninh, Bí thư Xứ ủy Bắc Kỳ năm 1944.
Chính trong thời kỳ này, ông đã làm quen với Nguyễn Thị Kỳ (tên khai sinh là Cái Thị Tám) cùng hoạt động cách mạng và sau đó họ đã trở thành vợ chồng.
Tháng 1 năm 1945, ông bị chính quyền thực dân Pháp kết án tử hình vắng mặt.
Tháng 4 năm 1945, ông được cử làm Ủy viên Thường vụ Ủy ban Quân sự Cách mạng Bắc Kỳ (Bộ Tư lệnh Quân sự miền Bắc Đông Dương), được phân công phụ trách tổ chức Chiến khu Quang Trung, kiêm Bí thư Khu uỷ Chiến khu Quang Trung. Tháng 8 năm 1945, ông chỉ đạo vũ trang giành chính quyền ở các tỉnh Hoà Bình, Ninh Bình và Thanh Hoá.
Sau Cách mạng tháng Tám năm 1945, ông được giao nhiệm vụ lập chiến khu II (gồm 8 tỉnh phía tây bắc và tây nam Bắc Bộ), làm Chính uỷ Chiến khu, tham gia Quân ủy Trung ương. Ngày 20/11/1946 ông làm Phó Cục trưởng Cục Chính trị. Tháng 12 năm 1946, ông là Cục trưởng Cục Chính trị Quân đội Quốc gia Việt Nam (nay là Tổng cục Chính trị Quân đội nhân dân Việt Nam), Phó bí thư Quân uỷ Trung ương. Trong cuộc kháng chiến chống Pháp, ông từng là Đại đoàn trưởng kiêm Chính uỷ Đại đoàn 320.
Từ tháng 11 năm 1953 đến tháng 5 năm 1978, ông giữ chức Tổng Tham mưu trưởng Quân đội nhân dân Việt Nam, chỉ gián đoạn một thời gian ngắn vào năm 1954, khi ông làm Trưởng đoàn đại biểu của Bộ Tổng Tư lệnh Quân đội nhân dân Việt Nam trong Ủy ban Liên hiệp đình chiến thi hành Hiệp định Genève về Đông Dương.
Ông được giao trọng trách chỉ đạo trực tiếp nhiều chiến dịch lớn: từ chiến dịch Đường 9 – Nam Lào (1971), Trị – Thiên (1972), Chiến dịch Tây Nguyên (1975). Tháng 4 năm 1975, ông giữ chức Tư lệnh Chiến dịch giải phóng Sài Gòn – Gia Định (sau đổi tên thành Chiến dịch Hồ Chí Minh).
Từ tháng 5 năm 1978 đến năm 1986, ông được giao nhiệm vụ làm Phó Bí thư thứ nhất, rồi Bí thư Quân ủy Trung ương. Từ tháng 2 năm 1980 đến 1986, ông giữ chức Bộ trưởng Quốc phòng.
Năm 1986, do không được bầu vào Bộ Chính trị nên phải rời cương vị Bộ trưởng Quốc phòng.
Ông lâm bệnh nặng và từ trần hồi 17h30' ngày 17/3/2002 tại Bệnh viện Trung ương Quân đội 108 ở Hà Nội, hưởng thọ 85 tuổi, an táng tại Nghĩa trang Mai Dịch.

## Khen thưởng
Ông đã được Đảng và Nhà nước Việt Nam trao tặng nhiều phần thưởng cao quý:
- Huân chương Sao vàng (1995).
- Huân chương Hồ Chí Minh (1979).
- Huân chương Quân công hạng Nhất, Nhì.
- Huân chương Chiến thắng hạng Nhất.
- Huân chương Kháng chiến chống Mỹ hạng Nhất.
- Huân chương Chiến sĩ vẻ vang hạng Nhất – Nhì – Ba.
- Huy chương Quân kỳ quyết thắng.
- Huân chương Tự do hạng Nhất của Nhà nước Cộng hòa Dân chủ Nhân dân Lào.
- Huân chương Angkor của Nhà nước Campuchia.
- Huy hiệu 65 năm tuổi Đảng và nhiều huân, huy chương cao quý khác.

## Lịch sử thụ phong quân hàm
| Cấp bậc | Thiếu tướng | Thượng tướng (thăng vượt cấp) | Đại tướng |  |  |  |  |  |  |  |  |
|         |             |                               |           |  |  |  |  |  |  |  |  |

## Tưởng nhớ
Hà Nội có đường mang tên ông đoạn nối quốc lộ 32 và Liên Xã. Ngoài ra, tên ông còn được đặt cho một con đường ở Đà Nẵng (trên địa bàn phường Hòa Xuân, quận Cẩm Lệ), ở thành phố Sơn La, ở thị trấn Thắng (huyện Hiệp Hòa, tỉnh Bắc Giang), ở Huế và ở Thành phố Hồ Chí Minh.

## Tác phẩm
- Đại thắng mùa xuân (1976).
- Tuyển tập Đại tướng Văn Tiến Dũng (4 phần, 2007).
- Đường 9, Khe Sanh, Nam Lào, thất bại thảm hại của Mỹ - ngụy, Nhà xuất bản Quân đội nhân dân, tác giả Văn Tiến Dũng - Chu Văn Tấn - Hoàng Sâm..., 1971.
- Mười năm chiến thắng vẻ vang của các lực lượng vũ trang giải phóng miền Nam, Nhà xuất bản Quân đội nhân dân, tác giả Văn Tiến Dũng - Chu Văn Tấn - Hoàng Sâm..., 1971.
- Cả nước một lòng quyết chiến, quyết thắng giặc Mỹ xâm lược, Nhà xuất bản Quân đội nhân dân, tác giả Văn Tiến Dũng - Chu Văn Tấn - Hoàng Sâm..., 1971.

## Gia đình
- Phu nhân là bà Nguyễn Thị Kỳ.
- Con trai là Văn Tiến Trình, sinh năm 1948 được Nhà nước cử sang Liên Xô học ngành tên lửa, tham gia chiến đấu bảo vệ Hà Nội, Hải Phòng, là tham mưu trưởng trung đoàn, quân hàm thượng tá, năm 1990 nghỉ hưu.